# Charlie Peprah
Charles Yaw Peprah, detto Charlie (Fort Worth, 24 febbraio 1983), è un giocatore di football americano, di nazionalità statunitense, che gioca nel ruolo di safety per i Dallas Cowboys della National Football League (NFL). Fu scelto nel corso del quinto giro (158º assoluto) del Draft NFL 2006 dai New York Giants. Ai tempi del college, ha giocato a football all'Università dell'Alabama.

## Carriera professionistica

### New York Giants
I New York Giants selezionarono Peprah nel corso del quinto giro del Draft 2006. Dopo aver disputato coi Giants tutte le quattro gare di pre-stagione, il 2 settembre 2006 il giocatore fu tagliato e giunse a un accordo contrattuale per unirsi ai Green Bay Packers.

### Green Bay Packers

#### Stagione 2006
Peprah nel corso della stagione regolare 2006 disputò 8 gare coi Packers. Il 10 dicembre, nella sfida contro i San Francisco 49ers, Peprah si avventò su Brandon Williams, fermando il suo ritorno su un punt a 25 yard. Il 31 dicembre, nella gara che vedeva opposta Green Bay ai Chicago Bears, Peprah mise a segno un tackle su Bernard Berrian, interrompendo il suo ritorno da un punt a sette yard.

#### Stagione 2007
Nella sua seconda stagione nel Wisconsin, Peprah disputò tutte le 16 gare di stagione gare e due sfide di playoff con i Packers. Peprah forzò un fumble dal kick returner Ahmad Bradshaw nella gara del 16 settembre contro la sua precedente squadra, i New York Giants. Tracy White recuperò il fumble e in seguito i Packers segnarono un touchdown, vincendo per 35-13. Il 22 novembre, contro i Detroit Lions, Peprah mise a segno i primi due tackle solitari della carriera.

#### Stagione 2008
Peprah nella stagione 2008 giocò tredici partite nel corso della stagione, compresa la sua prima presenza come titolare, totalizzando 19 tackle, due passaggi deviati e bloccando nove ritorni come membro degli special team. Alla fine dell'annata, il suo contratto con i Packers non fu rinnovato.

### Atlanta Falcons

#### Stagione 2009
Il 4 novembre 2009, Peprah firmò in qualità di free agent con gli Atlanta Falcons. In Georgia, il giocatore disputò solamente due gare, entrambe come membro degli special team, mettendo a segno un tackle solitario.

### Ritorno a Green Bay

#### Stagione 2010
Peprah rifirmò coi Packers il 26 aprile 2010. Dopo aver giocato solamente negli special team, Peprah trascorse la terza e la quarta gara della stagione ai margini del campo a causa di un infortunio alla coscia. Nella gara del 31 ottobre contro i New York Jets, Peprah mise a segno 5 tackle e una pressione sul quarterback, interrompendo la serie di passaggi consecutivi dei Jets e strappando il pallone dalle mani di Jerricho Cotchery durante un tentativo di corsa su una situazione di quarto down. In quella stagione le statistiche di Peprah migliorarono notevolmente: egli concluse la stagione regolare con 63 tackle, 5 passaggi deviati e 2 intercetti in 14 partite disputate, di cui 12 come titolare.
Peprah guidò i Packers nei tackle nel corso del Super Bowl XLV, vinto 31-25 sui Pittsburgh Steelers. Peprah mise a segno 10 tackle (9 solitari), unico giocatore della partita a raggiungere la doppia cifra in tale statistica.

#### Stagione 2011
Il 4 marzo 2011, i Packers e Peprah si accordarono per un nuovo contratto, un accordo biennale del valore di 2,5 milioni di dollari complessivi.
Il 6 novembre 2011, Charlie ritornò il suo primo intercetto in un touchdown nella gara contro i San Diego Chargers. Statisticamente, le cifre del giocatore migliorarono ancora: Peprah mise a segno 94 tackle, dieci passaggi deviati e ben 5 intercetti. I Packers conclusero la stagione col miglior record della lega, 15-1, ma non riuscirono a bissare il titolo dell'anno precedente venendo eliminati dai Giants nel divisional round.
Il 25 luglio 2012, Peprah fu tagliato dai Packers.

### Dallas Cowboys
Il 23 ottobre 2012, Peprah fermò un contratto coi Dallas Cowboys. Nella gara del Giorno del Ringraziamento mise a segno il suo primo intercetto con la nuova squadra ai danni di Robert Griffin III.

## Vittorie e premi
- Super Bowl : 1

Green Bay Packers: Super Bowl XLV
- National Football Conference Championship: 1

Green Bay Packers: 2010

## Statistiche
| Partite totali             | 79  |
| Partite totali da titolare | 26  |
| Tackle totali              | 184 |
| Intercetti fatti           | 7   |
| Fumble forzati             | 3   |